# Murailles de Roccalbegna
Les murailles de Roccalbegna (en italien : Mura di Roccalbegna) constituent le système défensif de Travale, un hameau de la commune de Roccalbegna, dans la province de Grosseto en Toscane.

## Histoire
Les murailles de la ville ont été construits au XIIIe siècle, d'abord par la famille Aldobrandeschi, puis par la république de Sienne, qui a parsemé le périmètre de tour de guet. Au cours de l'année 1445, des travaux de rénovation furent entrepris, parmi lesquels ceux de 1468 réalisés par l'architecte Giuliano di Bartolo. À l'époque contemporaine, une partie des murs avec la Porta di Montagna, orientée au nord, a été démolie.

## Description
Des anciennes portes, il ne reste aujourd'hui que la Porta di Maremma, orientée au sud, et qui s'ouvre sur la petite place de l' église de la Madonna del Soccorso. La porte nord, Porta di Montagna, n'existe plus aujourd'hui et constitue le prolongement de la Via Garibaldi qui s'ouvre sur la place hors du périmètre, pour la construction de laquelle une petite partie des murs a été démolie. Il reste trois des tours siennoises, dont l'une a été abaissée et considérablement remodelée.

## Galerie

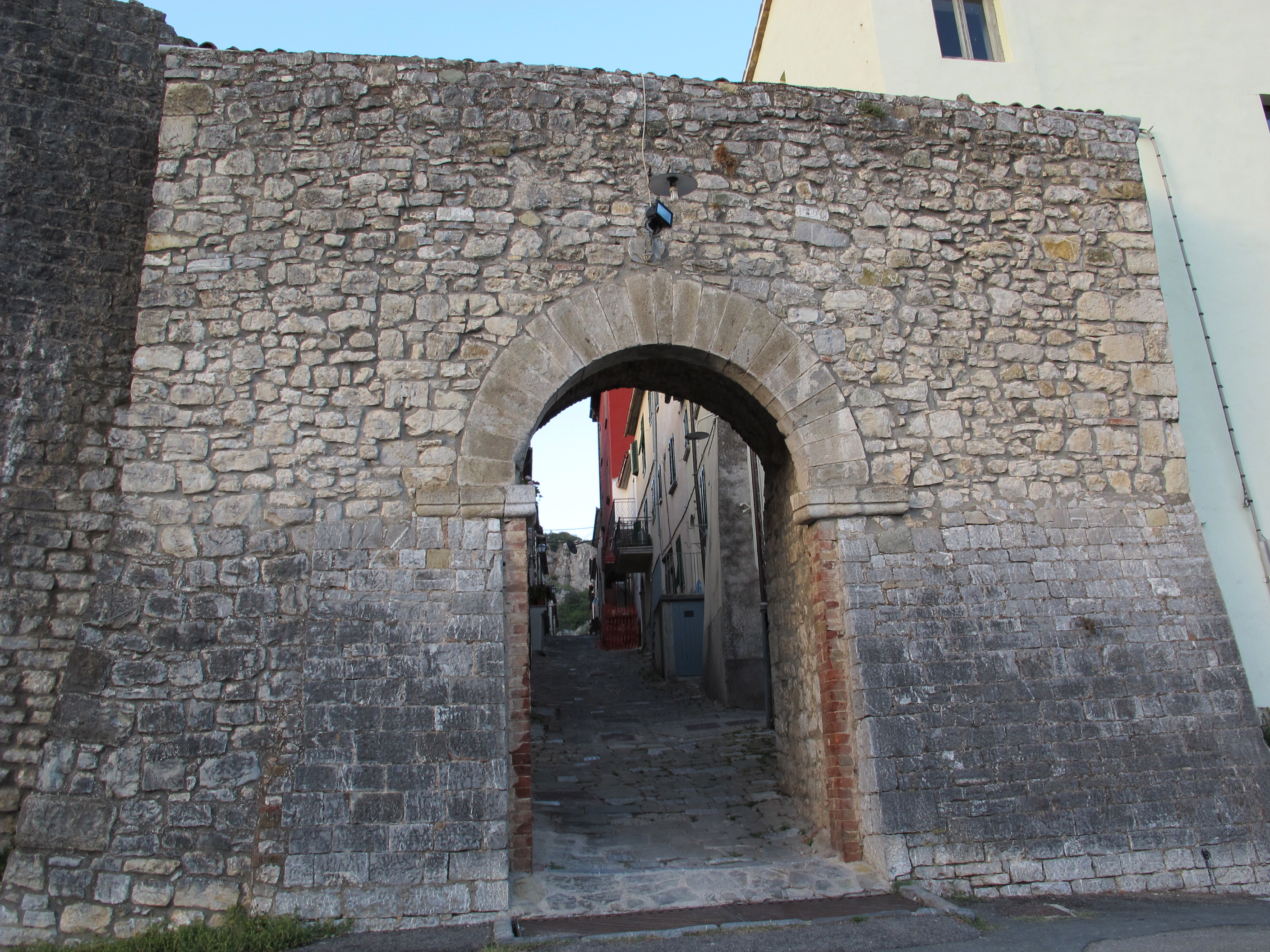
Porta di Maremma
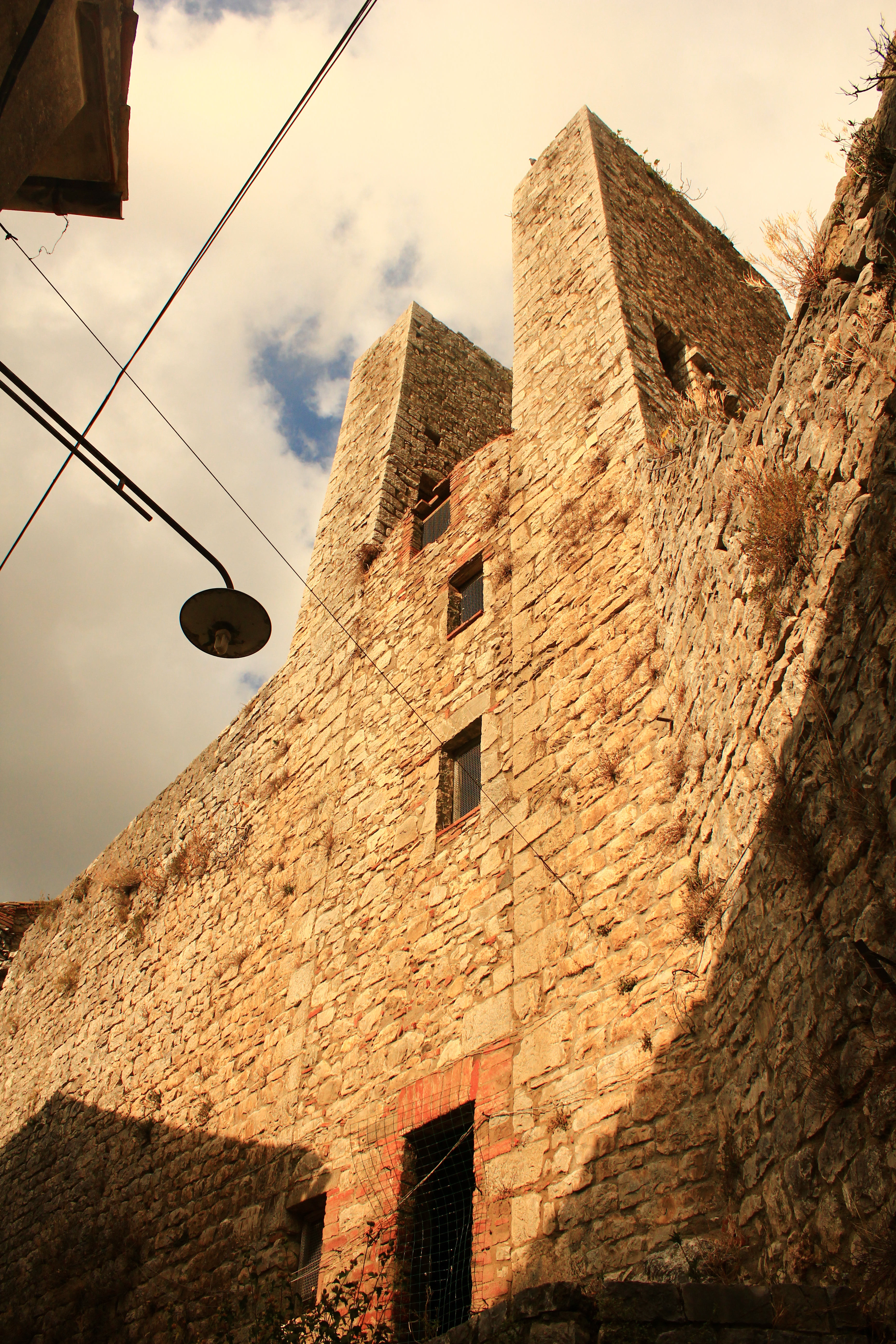
Tours siennoises
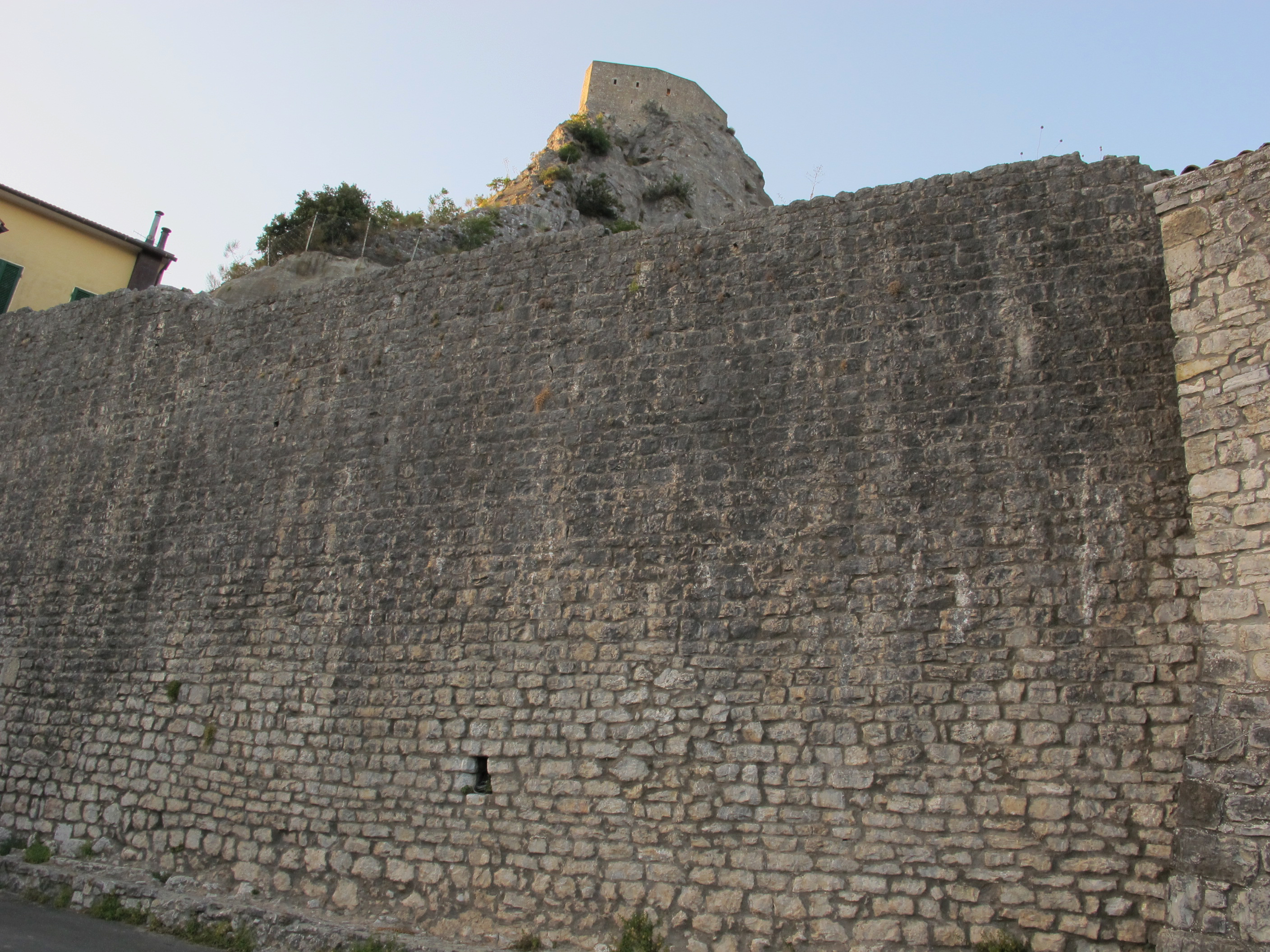
Muraille siennoise